# الجبانة (سموع السفلي)

تعديل مصدري - تعديل

الجبانة محلة تابعة لقرية سموع السفلي، التابعة لعزلة انامر اعلى بمديرية جبلة إحدى مديريات محافظة إب في الجمهورية اليمنية، بلغ تعداد سكانها 24 حسب تعداد اليمن لعام 2004.